# Tour de France de 1979
O Tour de France 1979 foi a 66º Volta a França, teve início no dia 27 de Junho e concluiu-se em 22 de Julho de 1979. A corrida foi composta por 24 etapas, no total mais de 3765 km, foram percorridos com uma média de 36,513 km/h.

## Resultados

### Classificação geral
| Pos | Nome                 | País          | Equipa | Tempo        |
| --- | -------------------- | ------------- | ------ | ------------ |
| 1   | Bernard Hinault      | França        |        | 103h 06' 50" |
| 2   | Joop Zoetemelk       | Países Baixos |        | 03' 07"      |
| 3   | Joaquim Agostinho    | Portugal      |        | 26' 53"      |
| 4   | Hennie Kuiper        | Países Baixos |        | 28' 02"      |
| 5   | Jean-René Bernaudeau | França        |        | 32' 43"      |
| 6   | Giovanni Battaglin   | Itália        |        | 38' 12"      |
| 7   | Jo Maas              | Países Baixos |        | 38' 38"      |
| 8   | Paul Wellens         | Bélgica       |        | 39' 06"      |
| 9   | Claude Criquielion   | Bélgica       |        | 40' 38"      |
| 10  | Dietrich Thurau      | Alemanha      |        | 44' 35"      |